# Pipizella elegantissima
Espèce
Statut de conservation UICN

 EN  : En danger
Pipizella elegantissima est une espèce de mouches de la famille des Syrphidae, du genre Pipizella. Elle est classée en danger selon l'UICN (23/03/2023).

## Description
Comme tous les diptères, P. elegentissima a un développement holométabole et est capable de vol stationnaire.
Au sein du genre Pipizella, on la confond facilement avec Pipizella caucasica. Toutefois ces deux espèces peuvent être différenciées de manière fiable par :
1. la structure des terminalia mâles, le surstyle en vue dorsale avec processus médian interne, n'est pas à côtés parallèles avec coin apical arrondi chez Pipizella elegantissima ;
2. la contiguïté des yeux qui sont longs chez Pipizella elegantissima[1].

## Distribution
Pipizella elegantissima se rencontre en France et en Italie selon l'UICN (23/03/2023).
Plus précisément, P. egantissima a été observée en bordure de forêts de feuillus, volant généralement bas à travers la végétation en lisière de forêt ou des sentiers. Elle est présente dans trois zones de superficie réduite, la première dans les Alpes françaises, la deuxième dans les Appenins et la troisième dans les montagnes de Calabre.
Du fait de ces habitats très réduits, elle est considérée en danger d'extinction.

## Classification
Le nom valide complet (avec auteur) de ce taxon est Pipizella elegantissima Lucas, 1976.

## Publication originale
- (en) Jan A.W. Lucas, « New species of the Genus Pipizella Rondani, 1856 (Diptera, Syrphidae) », Publicaties van het Natuurhistorisch Genootschap in Limburg, Maastricht, vol. 26, nos 1-3,‎ 1976, p. 5-16.